# Senecio sorianoi
Senecio sorianoi là một loài thực vật có hoa trong họ Cúc. Loài này được Cabrera miêu tả khoa học đầu tiên năm 1971.